# Mathew Anim Cudjoe
Mathew Anim Cudjoe, né le 11 novembre 2003 à Prestea, est un footballeur ghanéen. Il joue au poste de milieu de terrain à Dundee United.

## Biographie

### En club
Formé à Young Apostles, il est prêté en 2019 à Asante Kotoko. Il fait ses débuts en championnat le 1er janvier 2020, contre le WA All Stars FC en entrant à la 84' à la place d'Emmanuel Gyamfi. 
Il est prêté en 2020 au WA All Stars FC. 
Le 17 novembre 2021, il signe en faveur du club écossais de Dundee United.

### En sélection
Avec les moins de 20 ans, il participe à la Coupe d'Afrique des nations des moins de 20 ans 2021 qui se déroule en Mauritanie. Il joue six matchs lors de cette compétition, qui voit le Ghana être sacré champion d'Afrique, en battant l'Ouganda en finale. Cudjoe se met en évidence en délivrant une passe décisive lors du premier match contre la Tanzanie.

## Palmarès
| Ghana -20 ans - Coupe d'Afrique des nations (1) : - Vainqueur : 2021. |